# Bagua (provincie)
Bagua is een provincie in de regio Amazonas in Peru. De provincie heeft een oppervlakte van  5653 km² en telt 76.921 inwoners (2015). De hoofdplaats van de provincie is het district Bagua.

## Bestuurlijke indeling
De provincie is verdeeld in zes districten, UBIGEO tussen haakjes:
- (010202) Aramango
- (010201) Bagua, hoofdplaats van de provincie
- (010203) Copallin
- (010204) El Parco
- (010205) Imaza
- (010206) La Peca

Bagua · Bongará · Chachapoyas · Condorcanqui · Luya · Rodríguez de Mendoza · Utcubamba